# Florent Pagny
Florent Pagny (Chalon-sur-Saône, Francia; 6 de noviembre de 1961) es un cantautor y actor francés. 

## Trayectoria artística
Hijo de Odile y Jean Pagny, en Florent se ve rápidamente su vocación por la música. Frecuenta el conservatorio de Levallois-Perret. Sin embargo, comienza su carrera artística como actor, apareciendo en L'inspecteur Labavure, L'As des as, La Balance, A Captain's Honor y Fort Saganne. Escribe su primera canción en 1987: N'importe quoi.
La canción N'importe quoi permanece 14 semanas en la primera posición del top 50. Laissez-nous respirer es la canción que le sigue. En 1989, gana el premio como revelación masculina del año. En 1990 lanza su primer álbum Merci siendo el principal autor. Su segundo disco de título Réaliste no tuvo mayor éxito. Para el tercer disco recibe la ayuda de Jean-Jacques Goldman, quien compone tres canciones bajo el sobrenombre de Sam Brewski. El álbum Rester marca el comienzo de una carrera como intérprete. Publica Bienvenue chez moi, una semi-compilación que tiene buena acogida.
Pagny decide irse a vivir a la Patagonia argentina para huir de las autoridades tributarias francesas y para comenzar un nuevo estilo de vida allí junto a su compañera Azucena Caamaño (exmodelo argentina) y sus hijos Inca y Aël.
En 1997 se pone a la venta su álbum Savoir aimer, en el que Pagny cuenta con los compositores franceses del momento: Jean-Jacques Goldman, Erick Benzi, Jacques Veneruso, y un nuevo cantautor, Pascal Obispo. Después del éxito de su álbum, se edita Récréation en 1999, con una mezcla de diferentes estilos musicales con arreglos electrónicos. 
El siglo XXI empieza con "Châtelet Les Halles" y sigue con "2" (2001), álbum de dúos; "Ailleurs Land" (2003)", "Été 2003 à l'Olympia - live", "Baryton" (2004), disco que incluye el tema Un núvol blanc de Lluís Llach (Una nube blanca, cantada en español); le seguirán los discos "Baryton - live" (2005), "Abracadabra (2006) y "Florent Pagny chante Brel" con versiones de canciones de Jacques Brel (2007). En 2009 lanza el disco en español Amar y amar (en Francia C'est comme ça). Posteriormente grabó una canción es español con el cantautor argentino Diego Torres, titulada "Te puedo acompañar", el tema es parte del 8° disco de Torres (Distinto) lanzado el 4 de mayo de 2012. 
También en 2012, Pagny publica Baryton. Gracias a la vida, un disco de versiones de canciones latinoamericanas. 
En 2016 incursiona de nuevo en los ritmos latinos cantando en español y publicando el disco Habana, un proyecto concebido junto a su amigo el músico cubano Raúl Paz.

## Discografía

### Estudio
- 1990: Merci
- 1992: Réaliste
- 1994: Rester vrai
- 1997: Savoir aimer
- 1999: RéCréation
- 1999: Châtelet Les Halles
- 2001: 2
- 2003: Ailleurs land
- 2004: Baryton
- 2006: Abracadabra
- 2007: Pagny chante Brel
- 2009: C'est comme ça (Amar y amar. En Español)
- 2010: Tout et son contraire
- 2012: Baryton. Gracias a la vida
- 2013: Vieillir avec toi
- 2016: Habana
- 2017: Le présent d’abord
- 2018: Tout simplement
- 2019: Aime la vie
- 2021: L'avenir
- 2023: 2bis

### En vivo
- 1998: En concert
- 2005: Baryton – L'intégrale du spectacle pour finir.
- 2012: Ma liberté de chanter – Live Acoustic
- 2014: Vieillir ensemble – Le live

### Compilaciones
- 1995: Bienvenue chez moi
- 1999: Les talents du siècle
- 2008: Les 50 plus belles chansons
- 2008: De part et d'autre – Triple Best of
- 2014: Panoramas
- 2015: Tout et son contraire / Vieillir avec toi
- 2018: Toujours et encore

## Eponimia
El asteroide (197864) Florentpagny fue nombrado así en su honor.